# Stygoides
Stygoides is een geslacht van vlinders van de familie houtboorders (Cossidae).

## Soorten
- S. colchica (Herrich-Schäffer, 1851)
- S. tricolor (Lederer, 1858)